# Нада Поповић Перишић
Нада Поповић Перишић (Пирот, 1946) српска је универзитетска професорка, историчарка књижевности, лекторка, књижевна критичарка, предузетница, политичарка и амбасадорка.

## Биографија
Дипломирала је 1970. општу књижевност са теоријом књижевности на Филолошком факултету у Београду и филозофију на Филозофском факултету у Београду на групи за филозофију. Магистрирала на Филолошком факултету у Београду, а докторирала на Филозофском факултету Свеучилишта у Загребу. Радила је у Институту за књижевности уметност у Београду као научни истраживач.
Као стипендисткиња владе Француске усавршавала се у паризу као и  на Њујоршком универзитету преко стипендије Републичке заједнице за науку. Радила је као лектор за српскохрватски језик у Француској.
У периоду од 1994. до 1998. обављала је функцију министра културе у републичкој влади предмијера Мирка Марјановића, а од 1999. до 2001. била је амбасадорка при Унеску у Паризу, Француска. Јован Ћирилов је у јавности наводио да је као министарка културе Поповић Перишић испуњавала своја обећања.
Од 2002. до 2004. предавала на Jussieu, Парис 7, као гостујући професор.
Неколико година је радила као сарадница Трећег програма на радију; имала је и сталну рубрику Miscelanea у Књижевној речи, где је била и члан редакције.
Члан је Удружења књижевника од 1980.
Била је стална критичарка поезије НИН-а те уредница и сарадница анала објављиваних као резултат научних скупова у Дубровнику, у издању Универзитета у Утрехту и Парис 7, Jussieu.
Чланица је управног одбора Кинотеке.
Основала је приватни Факултет за медије и комуникације, на коме је била деканка.
Мајка је двоје деце.

## Одабрана дела
- Литература као завођење. Београд: Просвета, 2004. (прво издање 1986)[3]
- Спознаја и уживање или завођење на два језика. Методолошка мисао у пресеку: садашњи тренутак науке о књижевности. Београд: Институт за књижевност и уметност, 1990.[3]
- Вештице. Српска фантастика: натприродно и нестварно у српској књижевности. Београд: САНУ, 1989.[3]
- Појам ‘женског писма’ у француској књижевно теоријској мисли. Филозофски факултет, Свеучилиште у Загребу, 1987.[3]
- Филозофске претпоставке “другог писма”. Књижевност 2 (7/8), 1986.[3]
- Између логоса и ероса. Аница Савић-Ребац и проблеми античке естетике. Нови Сад: Матица српска, 1986.[3]
- Друго писмо. Прилози за историју српске књижевне критике. Београд: Институт за књижевност и уметност; Нови Сад: Матица српска, 1984.[3]
- За једну семиолошку дефиницију текста. Теоријска истраживања 2, Механизми књижевне комуникације. Институт за књижевност и уметност: Рад, 1983.[3]
- Бартова семиореторика. Дело 22 (1/2), 1976.[3]

Преводи
- Жана Пиаже - Структурализам (превод књиге)
- Жорж Мунен - Лингвистика и филозофија  (превод књиге)